# Apantesis defloriana
Apantesis defloriana är en fjärilsart som beskrevs av Martyn. Apantesis defloriana ingår i släktet Apantesis och familjen björnspinnare. Inga underarter finns listade i Catalogue of Life.